# 石川梨華
石川梨華（1985年1月19日—），神奈川縣橫須賀市出身，是女子偶像團體早安少女組的原成員（4期生）、3人女子組合美勇傳的原隊長。事務所為J.P ROOM。

## 略歷
- 2000年4月 於早安少女組第3次追加中合格（同期成員有吉澤瞳、辻希美、加護亞依）。
- 2000年5月 以第4期身分加入早安少女組，於5月7日播出的第5集早安遊戲節目Hello! Morning中首次以早安成員身分出現，之後固定參與Hello! Morning的演出，同月20日於日本武道館初次公演。
- 2000年6月 與加護亞依一同加入飯田圭織與矢口真里組成的“蒲公英”。
- 2000年10月 於10月1日播出的第26集Hello! Morning環節“Challenge Moni”中首次使用暱稱“Charmy Ishikawa(恰咪)”出場。
- 2001年4月 以外援身份加入“鄉村少女組”。当时经理山本茂之告知她这一决定，被误会是要她脱离早安，结果第一次说出了拒绝山本的回答。
- 2001年6月 與松浦亞彌，加護亞依組成3人祭。
- 2001年7月 於早安少女組第12張大碟「ザ☆ピ～ス!」(The☆Peace!)獲主唱及正中位置，歌迷認為石川時代來臨, 此歌曲也被認為是早安少女組的全盛黄金時期代表作[1]，樂評人稱之為「黄金の9人」時代[2]（指中澤畢業後，5期加入前在籍的9人）。
- 2001年8月 首本個人寫真集發賣，銷售成績為年度冠軍，至今仍是HP寫真集銷售紀錄的保持者。
- 2001年10月7日 於第78集播出的Hello! Morning專門報導有關Hello! Project消息的新環節“Hello Project News”中擔任初代主播，沿用暱稱“Charmy Ishikawa (恰咪)”，中澤裕子任評論員“魔鬼評論員 - 中澤裕子”。
- 2002年7月 與Hello! Project。旗下另外7人組成Sexy8。
- 2003年5月21日 在第161集播出的Hello! Morning，“Charmy Ishikawa (恰咪)”與飾演“研修生 - Takahashi Lovely”的高橋愛一同自“Hello Project News”中畢業，二代主播分別是小川麻琴與紺野朝美。
- 2003年6月 在早安少女組合演的音樂劇《江戶少女忠臣蔵》中，飾伊勢屋新兵衛的三女兒。
- 2003年6月 與Hello! Project。旗下另外6人組成7Air。
- 2003年8月 與矢口真里、アヤカ、里田まい、斉藤瞳組成ROMANS。
- 2003年9月 在與藤本美貴合作的電影《17歲的旅程》中飾演主角村川真衣子。
- 2003年9月 被分為早安少女組中的乙女組。
- 2003年10月 加入Hello! Project。旗下的足球會Gatas Brilhantes H.P.，球衣號碼是9號。
- 2004年5月23日 發表了會從[早安少女組]畢業的消息。
- 2004年6月 與道重沙由美一同組成了生態早安。
- 2004年8月 與三好繪梨香、岡田唯組成“美勇傳”，並擔任隊長一職。
- 2005年5月7日 於日本武道館（也是初演唱會的地點）公演，演唱完最後一曲代表自己的 The☆Peace! 後，自早安少女組畢業。
- 2005年6月 開始擔任Hello! Morning的第五代司儀。
- 2005年9月5日 與安倍夏美、後藤真希、松浦亞彌等三人組成Hello! Project（ハロプロ）最強團體“DEF.DIVA”，並於10月19日推出公信榜冠軍單曲「好きすぎて バカみたい」。同日與“美勇傳”另外兩名成員被任命為旅遊大使，名為「歡迎！日本(支援團)」。
- 2006年8月 石川梨華在音樂劇《藍寶石王子》扮演高橋愛飾演的蘇菲亞（實際上與藍寶石王子是同一角色）的初戀情人法蘭西王子。
- 2006年9月 電影《飛女刑事》中演反派，是松浦亞彌飾演的麻宮サキ的大敵。
- 2007年5月 於音樂劇《何日君再来》飾鄧麗君。
- 2008年1月27日，美勇傳發表解散信息，會在本年6月正式解散，三位成員依然是Hello! Project一員。

## 所屬團體
- 早安少女組（2000年 - 2005年）第4期成員
- 蒲公英（タンポポ）（2000年 - ）第2期成員
- 洗牌組合
  - 藍色7（2001年）
  - 3人祭（2001年）
  - Sexy8（2002年）
  - 7AIR（2003年）
- 鄉村少女組（2001年－2002年）
- 早安少女組乙女組（2003年－2004年）
- Gatas Brilhantes H.P.（2003年－）
- ROMANS（2003年－2009年）
- 生態早安（2004年－）
- 美勇傳（2004年－2008年）
- あややムwithエコハムず（2004年－2005年）
- DEF.DIVA（2005年－）
- HANGRY&ANGRY（2008年－至今）

## 寫真集

### 個人寫真集
- 石川梨華写真集 「Rika Ishikawa」
- 石川梨華写真集 「石川梨華」
- 石川梨華写真集 「I」
- 石川梨華写真集 「華美 hana-bi」
- 石川梨華写真集 「Oui, mon amour」（06/12/18）
- 石川梨華写真集 「アビュ」（07/09/05）ISBN 974-4-8470-4032-0

### 其他
- 石川梨華與道重沙由美寫真集「Angels」
- 完全限定版 BOOK

## 電影與音樂劇

### 電影
- 石川梨華・藤本美貴「17才～旅立ちのふたり～」《17歲的旅程》（2003）
- 松浦亞彌・石川梨華「スケバン刑事」《飛女刑事》（2006）

### 音樂劇
- 早安少女組合演「江戸っ娘。 忠臣蔵」《江戶少女忠臣蔵》（2003）
- 高橋愛・石川梨華・安倍夏美・松浦亞彌・辻希美・早安少女組・美勇伝・寶塚歌舞團「リボンの騎士 ザ・ミュージカル」《藍寶石王子》（2006）
- 石川梨華・吉澤瞳《何日君再来》（2007）

## 外部連結
- 石川梨華官方Profile （页面存档备份，存于）